# L. Streefkerk
L. Streefkerk was een Nederlandse architect, die afkomstig was uit Hilversum.
Streefkerk ontwierp veel karakteristieke huizen in het Gooi voor kunstenaars, en vervolgens ook voor kunstenaars in Bergen die daar hun ateliers lieten bouwen. Hij ontwierp in Bergen onder andere het huis op de hoek van het Nachtegalenlaantje/Mosselenbuurt, Buerweg 4 voor schilder Leo Gestel en Buerweg 21 voor schilder Gerrit van Blaaderen, alle rietgedekt en van een typerende helrode (ijzerhoudende) baksteen, welke in het algemeen in Het Gooi, Bergen (NH), en (maar dan in grover formaat) de provincie Groningen en Noord-België wordt gebruikt.